# الإخوة السود (رواية)
الأخوة السود رواية أطفال عالمية، ألفتها الكاتبة الألمانية ليزا تيتزنر، حصلت الرواية على نسبة مبيعات عالية، وقد تم تحويلها إلى مسلسل كرتوني ياباني للأطفال باسم ”عهد الأصدقاء” وقد لاقى نجاحا باهرا عند عرضه، تم تسمية الرواية بالأخوة السود نسبة إلى الأطفال أبطال الرواية الذين كانوا يعملون في تنظيف المداخن فيصبحون ملوثين بالرماد والأوساخ الناتجة عن المداخن.

## ملخص الرواية
تدور أحداث الرواية حول عام 1838 م، في بداية القرن التاسع عشر، بقرية سوغنونو القريبة من وادي فيزاسكا في سويسرا، ومدينة ميلانو في إيطاليا. وتحكي القصة عن مجموعة من الأطفال بعضهم أيتاما والبعض الآخر فقير اضطرت عائلاتهم لبيعهم، فتم إرسالهم إلى ميلانو في إيطاليا للعمل تحت ظروف قاسية من قبل أصحاب العمل والمحيطين بهم والمعاملة السيئة التي كانوا يواجهونها.
بطل الرواية الطفل ”جوليان” ينتمي إلى أسرة فقيرة من سوغنونو في سويسرا، كان والده يعمل في جمع القش من المنحدرات الخطرة لبيعه، تضطر الأسرة لبيع طفلها جوليان إلى أحد الرجال الذين يتخذون من شراء الأطفال الفقراء مهنة لهم لاستغلالهم وتشغيلهم في أعمال متعبة، وقد بيع جوليان إلى رجل روسي حتى يساعده في تنظيف المداخن المنزلية، مما يتسبب بتعرضه للتلوث جراء الصعود إلى المدخنة والنزول منها ومن الدخان والرماد الناتج عنها والترسبات التي تخلفها، كما أنه يضطر إلى تنظيفها أحيانا وهي ساخنة مما يعرضه إلى الخطر.
وقد كان جوليان يعامل معاملة سيئة جدا من قبل صاحب العمل والسيدة زوجته التي كانت فظة وتحرم جوليان من حقوقه سواء من مأكل أو ملبس أو نوم كما أنها اتهمته في مرة بالسرقة بدلا من ابنها الذي كان يفعل ذلك، وكانت تأخذ منه الهدايا التي تقدم له لتعطيها لابنها، وعندما كان يمرض كانت لا تجلب له الدواء ولا تهتم به، وإذا فعلت ذلك فيكون بمقابل مادي كان يدفعه الطبيب الذي كان يعالج جوليان وهو كازيلا، الذي كان يرعى الأطفال ويهتم بهم ويساعدهم، وكان يعطي السيدة رسوي مبالغا مالية للاهتمام بجوليان خلال مرضه.